# Berkåk
Berkåk is een plaats in de Noorse gemeente Rennebu, provincie Trøndelag. Berkåk telt 922 inwoners (2007) en heeft een oppervlakte van 1,27 km².

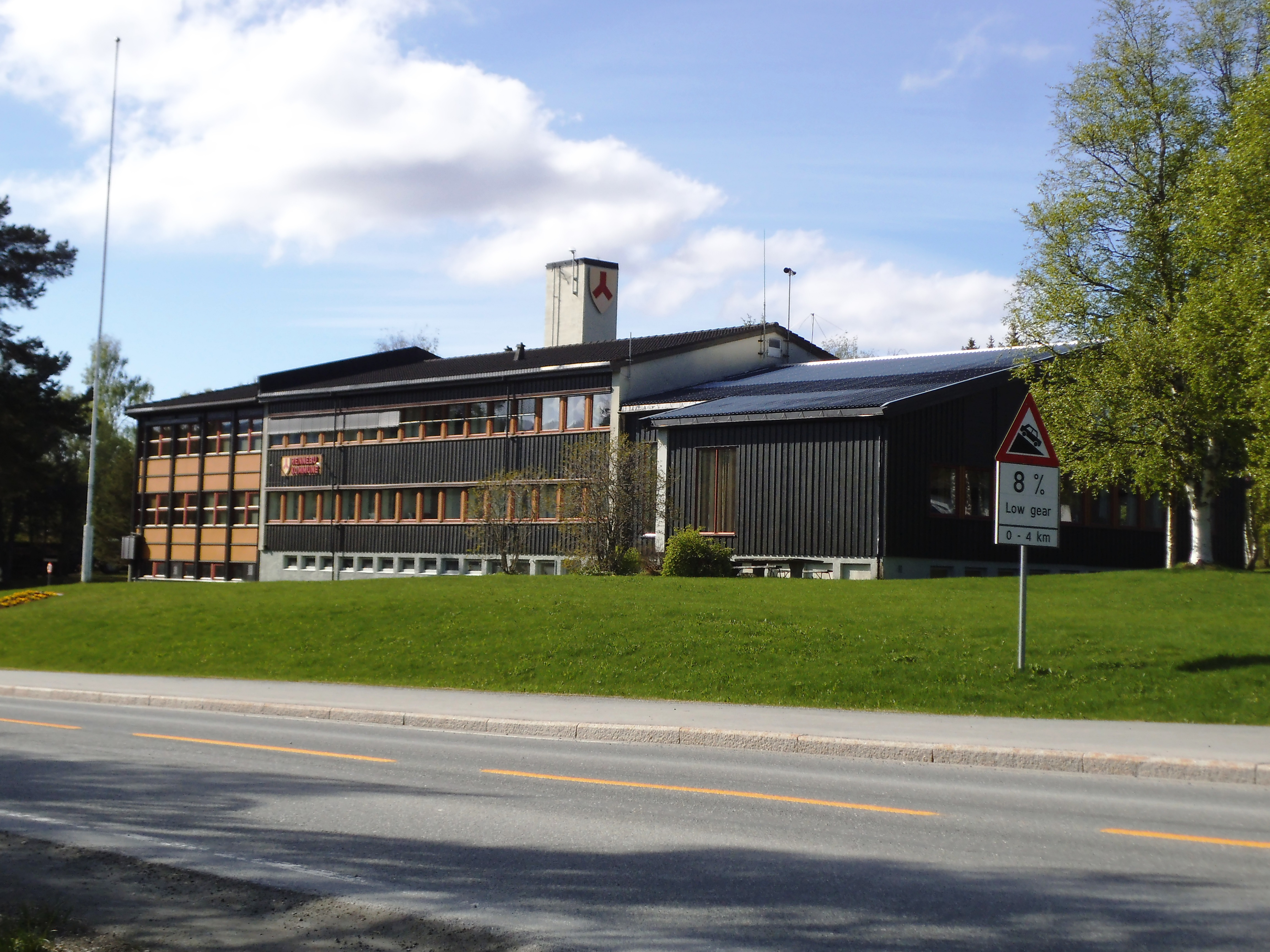
Gemeentehuis van Rennebu

Berkåk is de hoofdplaats van de gemeente. Naast een station aan Dovrebanen is ook het gemeentehuis gevestigd in het dorp. Op het station stoppen treinen richting Trondheim en Oslo. De E6 loopt langs het dorp. 

## Kerk

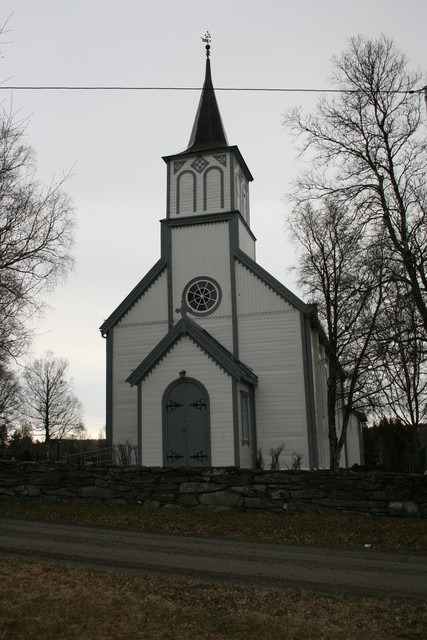
Kerk van Berkåk

Het dorp heeft een neogotisch kerkje uit 1878. Het gebouw is ontworpen door Johannes Henrik Nissen. De kerk met 200 zitplaatsen is een beschermd monument. 